# Caughley Beach
Der Caughley Beach ist ein Strand an der Westküste der antarktischen Ross-Insel. Er ist der nördlichste Strand an der eisfreien Küste südwestlich des Kap Bird.
Teilnehmer einer von 1958 bis 1959 dauernden Kampagne im Rahmen der New Zealand Geological Survey Antarctic Expedition kartierten und benannten ihn. Namensgeber ist der neuseeländische Biologe Graeme James Caughley (1937–1994), der bei dieser Forschungsreise zu der Mannschaft gehörte, die das Kap Bird besuchte.